# Венчање без младожење
Венчање без младожење (енгл. Muriel's Wedding) или Мјуријел се удаје је аустралијски љубавни драмски филм из 1994. године у режији П. Џ. Хогана.
Проглашен је за најбољи филм 1994. године од стране Аустралијског филмског института. Номинован за БАФТА и Златни глобус.

## Радња
Ниједна од другарица Мјуриел Хеслоп не верује да ће се она икада удати. По њима ружна, дебела, обучена у блиставу одећу и више воли двадесет година старе песме групе АББА него модерну музику, Мјуријел би остала сама да није срела своју бившу другарицу Ронду на плажи одмаралишта.
Мјуријел се након овог сусрета преселила у Сиднеј, запослила се, почела да обраћа пажњу на свој изглед и упознаје момке. Сан о венчању прогања девојку, она тајно посећује свадбене салоне, са задовољством испробава невестину хаљину.
Кроз новински оглас, Мјуријел упознаје јужноафричког пливача који треба да се ожени за становницу Аустралије да би могао играти за репрезентацију ове земље. Рондина тешка болест поклопила се са предстојећим венчањем. Сви ови догађаји усложњавају ионако већ сложену ситуацију у њеном породичном и љубавном животу.